# Byrd Glacier
Byrd Glacier är en glaciär i Antarktis. Den ligger i Östantarktis. Nya Zeeland gör anspråk på området. Byrd Glacier ligger 83 meter över havet.
Terrängen runt Byrd Glacier är mycket platt. Trakten är obefolkad. Det finns inga samhällen i närheten.